# Hoàng Việt thi tuyển
Hoàng Việt thi tuyển là tuyển tập thơ Việt Nam viết bằng chữ Hán do danh sĩ Bùi Huy Bích biên soạn. Tập thơ này và tập Hoàng Việt văn tuyển (cùng soạn giả) là tài liệu quý cho việc nghiên cứu khái quát về văn học cổ Việt Nam.

## Giới thiệu sơ lược
Hoàng Việt thi tuyển có tên lúc đầu là Thi sao hay Hoàng Việt thi sao, được làm xong vào mùa thu năm Mậu Thân (1788) dưới triều Lê Chiêu Thống. Năm 1825 dưới triều Minh Mạng, học trò Bùi Huy Bích là Phạm Hy Văn đem khắc in, mới lấy tên là Hoàng Việt thi tuyển.
Theo bài tựa và bài tiễu dẫn in trong sách, thì đây là một tuyển tập thơ chữ Hán của các thi gia Việt Nam từ đời Lý, Trần đến cuối đời Lê (tức từ thế kỷ 10 đến thế kỷ 18) do Bùi Huy Bích tuyển chọn trong các tập thơ cổ, trong đó có các sách là Việt âm thi tập của Phan Phu Tiên, Thi gia tinh tuyển của Dương Đức Nhan, Trích diễm thi tập của Hoàng Đức Lương và Toàn Việt thi lục của Lê Quý Đôn. Ngoài ra, trong sách còn có phụ thêm thơ riêng của người biên tập là Bùi Huy Bích.

## Bố cục
Hoàng Việt thi tuyển có cả thảy 6 quyển, sắp xếp theo niên đại, riêng thơ các nhà vua Lý, Trần, Lê thì chép ở quyển I. Mỗi tác gia đều có ghi họ tên, quê quán, lý lịch và tác phẩm của họ. Sách có bài tựa của Nguyễn Tập (tước Tập Trung bá) đề năm Minh Mạng thứ 6 (1825), thứ đến là bài tiễu dẫn của người soạn là Bùi Huy Bích viết năm Mậu Thân (1788), và cuối cùng là phần Mục lục.
Bản lần đầu (1825) in khắc ván, giấy bản xơ (khổ 25 cm x 15 cm) hiện còn lưu giữ tại Thư viện Quốc gia Việt Nam (Hà Nội), mang ký hiệu số R.292 và R. 968-969.
Dưới đây là phần Mục lục :
| Quyển | Triều đại                  | Số thi gia  | Số bài thơ |
| ----- | -------------------------- | ----------- | ---------- |
| I     | Các vua Lý, Trần, Lê       | 12          | 70         |
| II    | Các thi gia triều Lý, Trần | 35          | 102        |
| III   | Các thi gia triều Lê       | 31          | 100        |
| IV    | Các thi gia triều Lê       | 35          | 132        |
| V     | Các thi gia triều Lê       | 37          | 99         |
| VI    | Các thi gia triều Lê       | 17          | 59         |
|       | Cộng                       | 167 tác gia | 562 bài    |

## Giá trị
Đây là một bộ sách quý trong kho tàng thơ ca Việt Nam. Đóng góp lớn của Bùi Huy Bích là đã bổ sung thêm được những phần mà các nhà biên soạn trước ông chưa có điều kiện sưu tập. Tuy nhiên, Bùi Huy Bích không nêu rõ những tiêu chuẩn cụ thể mà ông đã dùng làm căn cứ khi tuyển chọn .

## Sách tham khảo
- Phan Huy Chú, Lịch triều hiến chương loại chí (Tập 3, phần "Văn tịch chí"). Nhà xuất bản Khoa học xã hội, 1992.
- Trần Văn Giáp, Tìm hiểu kho sách Hán Nôm. Nhà xuất bản Khoa học xã hội, 2003.
- Trần Thị Băng Thanh, mục từ "Hoàng Việt thi tuyển" trong Từ điển văn học (bộ mới). Nhà xuất bản Thế giới, 2004.
- Nhiều người soạn, Theo Từ điển bách khoa Việt Nam mục từ "Hoàng Việt thi tuyển", bản điện tử